# الإسلام في زنجبار

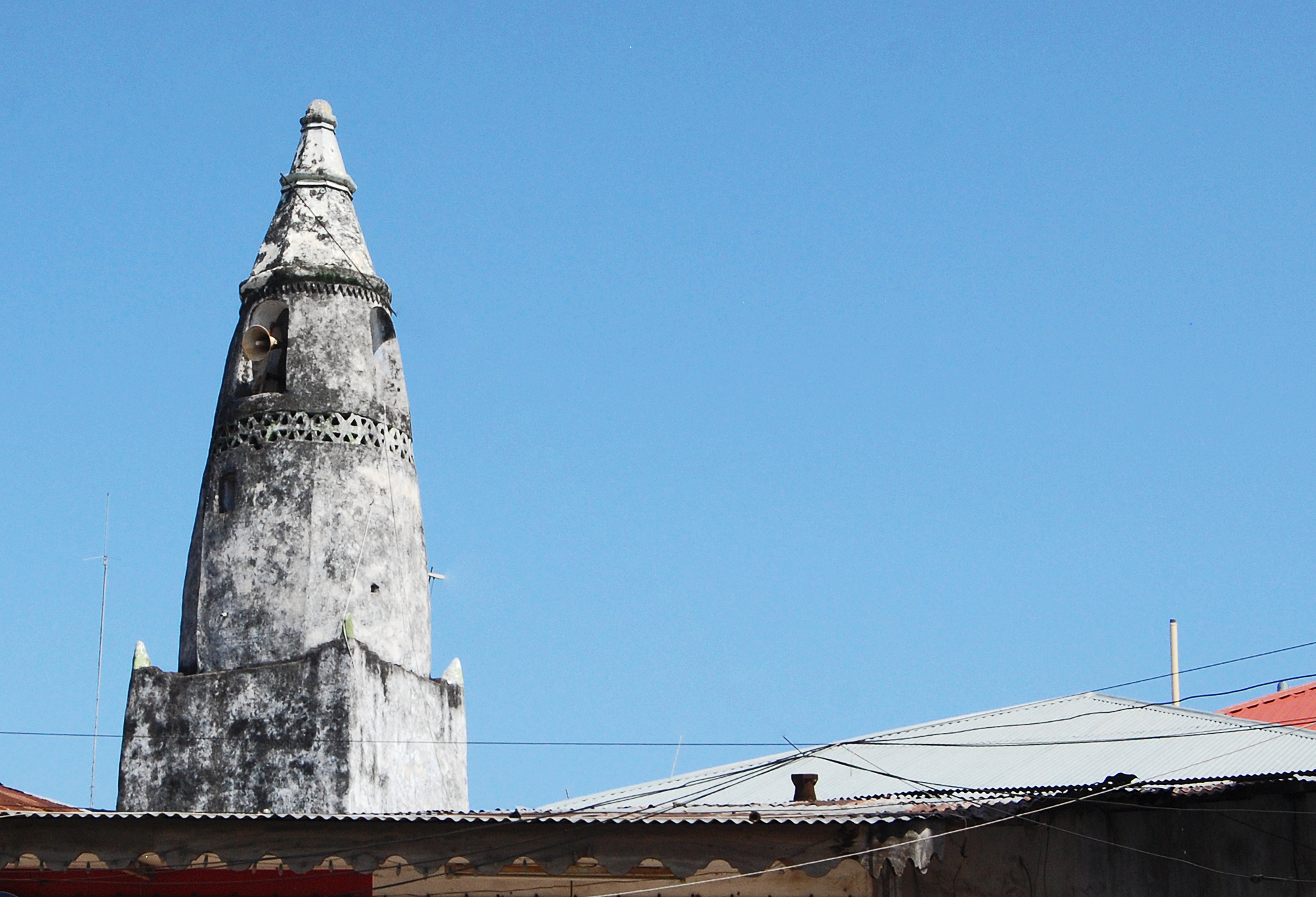

الإسلام هو أبرز الأديان في جزيرة زنجبار. وفقا لكتاب حقائق وكالة المخابرات المركزية، أكثر من 99% في الجزيرة من ال‍مسلمين. الغالبية العظمى من المسلمين في زنجبار من السنة. وصل المسلمون إلى زنجبار في القرن 8. وهناك أيضا وجود أحمدي في زنجبار.

## الإسلام وحركة مكافحة الاستعمار
وفقا لمصدر واحد، «ألهم الإسلام في زنجبار حركة مكافحة الاستعمار والحركات السياسية القومية والنضال من أجل الاستقلال».

## أبرز علماء المسلمين
كان الشيخ عبد الله صالح فارسي الشاعر معروفا وباحثا ومؤرخا في زنجبار. وهو أول من ترجم القرآن الكريم إلى اللغة السواحلية.
كان الشيخ نصر باشو Nassor Bachoo عالما معروفا في شرق أفريقيا وخاصة في تنزانيا وكينيا، وكان شخصية مثيرة للجدل في زنجبار.
ومن العلماء الآخرين أعضاء من أوامشو Uamsho (رابطة التعبئة والانتشار الإسلاميين)، التي تتمثل مهمتها في الكفاح من أجل انفصال زنجبار عن جمهورية تنزانيا المتحدة.
وكان الشيخ أمير تاجر Amir Tajir  قاضي القضاة في زنجبار.

## خلفية شيعية
هاجرت مجموعة من الشيعة الإيرانيين بقيادة علي بن حسين شيرازي إلى زنجبار من مدينة شيراز الإيرانية في القرن العاشر الميلادي واستقروا في الجزر المجاورة. هذه المجموعة من الشيعة أسست إمبراطورية الزنج في زنجبار؛ وكانت الجزيرة شبه المستقلة واحدة من أكثر المراكز اكتظاظًا بالسكان للخوجه (من الشيعة الإثنا عشرية) قبل عام 1963 من حيث عدد السكان.